# کاندیدا افسیه
کاندیدا افسیه یا مدرسه صاحب‌منصبان ژاندارمری اولین مدرسه ژاندارمری در ایران با هدف تربیت افسران و درجه‌داران ژاندارمری بود.
این آموزشگاه در ۱۳ آبان ۱۲۹۰ خورشیدی گشایش یافت. و در نخستین دوره ۳۰ نفر از طریق امتحان پذیرفته شدند. مدت این آموزش نخست ۴ ماه و به شکل شبانه‌روزی و سپس ۶ ماه بود. 
مواد درسی آن نیز رسیدگی به پرونده و شکایات، شمشیربازی، ادبیات، تاریخ، ریاضیات، جغرافیا، خدمات صحرایی و اسب‌شناسی و غیره بود. کمی بعد نام آن به مدرسه صاحب‌منصبان ژاندارمری تغییر کرد و دانشجویان آن نیز با مقام ستوان یکم و سروان دانش‌آموخته می‌شدند. 
افسران آموزش‌هایی ویژه در مورد پلیس مخفی نیز می‌دیدند. پس از مدرسه کاندیدا افسیه، مدارس سوزافیه (مدرسه‌های صاحب‌منصبان) تأسیس شدند.